# Савинова (Омутинський район)
Са́винова (рос. Савинова) — присілок у складі Омутинського району Тюменської області, Росія.
Населення — 72 особи (2010, 89 у 2002).
Національний склад станом на 2002 рік:
- росіяни — 96 %